# Горбыль (пиломатериал)

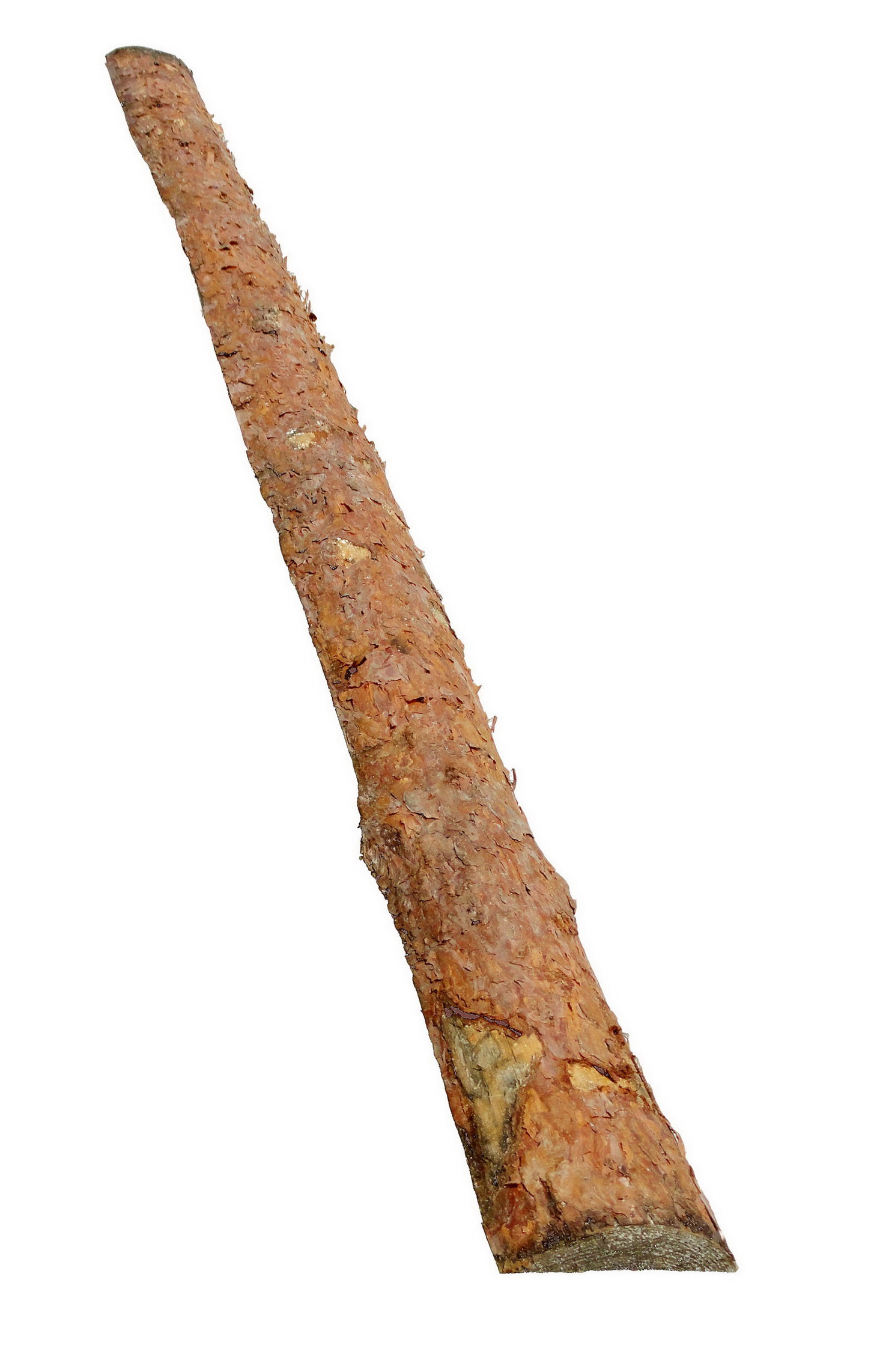
Горбыль

Горбы́ль — обапол; боковая часть бревна, имеющая одну пропиленную, а другую не пропиленную или пропиленную не на всю длину поверхности, с нормируемой толщиной и шириной тонкого конца.

## Классификация
В зависимости от пропиленности наружной поверхности бывает:
- Дощатый горбыль —	горбыль, у которого наружная поверхность пропилена более, чем на половину длины.